# Cezar Lungu
Cezar Andrei Lungu (sinh ngày 6 tháng 4 năm 1988 ở Târgoviște, România), là một cầu thủ bóng đá người România. Hiện tại anh thi đấu cho Dunărea Călărași. Trước đó anh từng thi đấu cho Steaua București và U-21 România.